# Granica bułgarsko-turecka
Granica bułgarsko-turecka – granica państwowa między Bułgarią i Turcją o długości 259 kilometrów. Zewnętrzna granica Unii Europejskiej.

## Przebieg

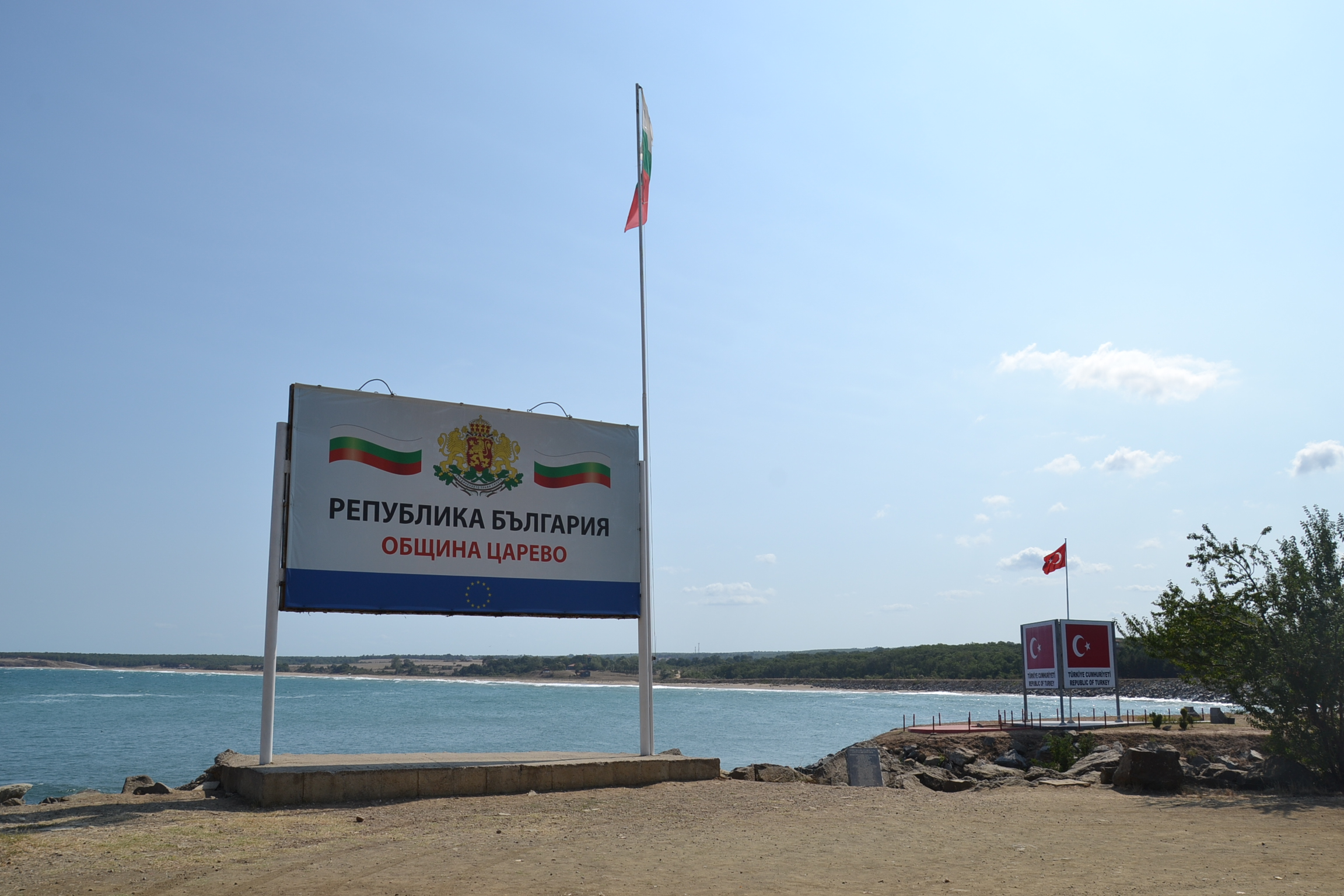
Granica przy ujściu Rezowskiej rzeki do Morza Czarnego – widok ze strony bułgarskiej

Początek granicy – trójstyk granic Grecji, Turcji i Bułgarii nad rzeką Marica, następnie biegnie w kierunku północno-wschodnim, omijając łukiem tureckie miasto Edirne (Adrianopol), przecina rzekę Tundża, biegnie północnymi krańcami gór Strandża, rzeką Rezowska reka do jej ujścia do Morza Czarnego, pomiędzy miejscowościami Rezowo (BG) i Beġendik (TR).

## Historia
Granica powstała w 1878 po uznaniu niepodległej Bułgarii (traktat berliński), początkowo przebiegała od granicy z Serbią na zachodzie, grzbietami gór Riła i Stara Płanina do brzegu Morza Czarnego na północ od Burgas.
Po przejęciu w 1885 roku przez Bułgarię Rumelii Wschodniej granica przesunęła się na południe, biegła przez Rodopy, pozostawiała po stronie tureckiej Adrianopol i dochodziła do brzegów Morza Czarnego na południe od Burgasu. Uległa zmianie w 1913 po wojnach z Turcją.
Obecny przebieg granicy ustalił traktat pokojowy podpisany w Lozannie 24 lipca 1923 roku.